# Temnița roșie
Temnița roșie (în engleză Red Corner) este un film american din 1997, regizat de Jon Avnet și avându-i în rolurile principale pe Richard Gere, Bai Ling și Bradley Whitford. Având scenariul scris de Robert King, filmul se referă la un însărcinat cu afaceri în China al unei companii americane care este arestat și judecat pentru crimă fără a fi vinovat. Singura sa speranță de a scăpa de învinuire și de a fi eliberat este o avocată a apărării de naționalitate chineză. Filmul a obținut în 1997 Premiul National Board of Review pentru libertate de expresie (Richard Gere, Jon Avnet) și Premiul NBR pentru cea mai bună interpretare feminină (Bai Ling). Ling a câștigat și Premiul San Diego Film Critics Society pentru cea mai bună actriță.

## Rezumat
Un om de afaceri american pe nume Jack Moore (interpretat de Richard Gere) negociază în China încheierea unei afaceri pentru a realiza comunicații prin satelit ca parte al unui joint venture cu guvernul chinez. Înainte de finalizarea acordului, el este arestat pentru uciderea fiicei unui influent general chinez, iar contractul de comunicații prin satelit îi este atribuit concurentului lui Moore, Gerhardt Hoffman. Avocatul numit din oficiu al lui Moore, Shen Yuelin (interpretată de Bai Ling), nu crede inițial în pretinsa lui nevinovăție, dar cei doi reușesc să obțină dovezi suplimentare care nu doar că-l absolvă pe Moore de vinovăție, dar implică și figuri importante din administrația guvernamentală chineză, expunând conspirații și corupția politică din viața politică a Chinei.

## Distribuție
- Richard Gere - Jack Moore
- Bai Ling - Shen Yuelin
- Bradley Whitford - Bob Ghery
- Byron Mann - Lin Dan
- Peter Donat - David McAndrews
- Robert Stanton - Ed Pratt
- Tsai Chin - președintele completului de judecată Xu
- James Hong - Lin Shou
- Tzi Ma - Li Cheng
- Ulrich Matschoss - Gerhardt Hoffman
- Richard Venture - ambasadorul Reed
- Jessey Meng - Hong Ling
- Roger Yuan - Huan Minglu
- Chi Yu Li - generalul Hong
- Henry O - procurorul general Yang
- Kent Faulcon - pușcaș marin
- Jia Yao Li - directorul Liu
- Yukun Lu - colegul directorului Liu
- Robert Lin - interpretul directorului Liu
- Steve Beebe - D.J.-ul din discotecă
- De Zhong Wei - cântăreața de la Opera din Beijing
- Grace Zhan - cântăreața de la Opera din Beijing
- Yvonne Wang - chelnerița din discotecă
- Qiang Gao - căpitan P.S.B.
- Xiao-Hua Gao - ofițerul PSB care a realizat arestarea
- Hans Hanbo Cui - gardian
- Wang Yao - ofițerul PSB care a realizat arestarea
- Xiao Yang Gu - gardian
- Ping Zong - căpitanul Feng
- Yin Lei - asistentul lui Feng
- Paul Chen - oficialul din camera de vizită
- Jeffrey Dong - medicul închisorii [4]

## Producție
Temnița roșie a fost filmat în Los Angeles, fiind folosite decoruri elaborate și 3.500 de fotografii și încă două minute de imagini din China. În scopul realizării unei verosimilități a filmului, mai mulți actori din Beijing au fost aduși în Statele Unite ale Americii, fiindu-le acordate vize pentru filmare. Scenele de la tribunal și de la penitenciar au fost recreate pe baza descrierilor date de avocați și judecători din China, iar secvența video care arată execuția prizonierilor chinezi a fost o execuție reală. Persoanele care au oferit secvențele video și au furnizat descrieri lui Avnet și personalului său au avut parte de un risc semnificativ prin furnizarea acestora.

## Recepție
După lansarea sa în cinematografele din Statele Unite, Temnița roșie a primit, în general, recenzii negative. Pe situl Rotten Tomatoes, filmul a obținut un rating pozitiv de 32% din partea criticilor de film de top bazat pe 22 de recenzii și un rating de aprobare generală de 49% pe baza a 7.795 de comentarii.
În recenzia sa pentru Los Angeles Times, Kenneth Turan a descris Temnița roșie ca o "melodramă lentă și neinteresantă, care este împiedicată de iluzia că spune ceva important. Dar povestea sa a unui singur om care luptă împotriva sistemului este banală și prezentarea aspectelor referitoare la starea justiției în China este îngreunată de o atitudine care este la limita xenofobiei".
Criticul de film Andrew O'Hehir de la Salon a remarcat faptul că subtextul filmului "înghite povestea, până când tot ceea ce rămâne este virtutea superioară a lui Gere, amestecată cu virilitatea sa superioară -ambele foarte apreciate de populația feminină chineză". O'Hehir a remarcat, de asemenea, faptul că filmul întărește stereotipurile occidentale cu privire la sexualitatea feminină din Asia (ca în The World of Suzie Wong), precum și stereotipurile cele mai vechi.

## Rating
În Statele Unite ale Americii, filmul este clasificat "R" din cauza scenelor de violență și sexualitate. În Republica Populară Chineză, filmul a fost interzis din motive politice. În alte țări, filmul a fost clasificat astfel: 14 (Islanda), 18 (Coreea de Sud), 13 (Argentina), M (Australia), KT (Belgia), 14 (Chile), K-16 (Finlanda), U (Franța), 12 (Germania), A (India), B (Mexic), 14 (Peru), M/12 (Portugalia), NC-16 (Singapore), 13 (Spania), 15 (Suedia), 12 (Elveția, Geneva), 12 (Elveția, Vaud) și 15 (Marea Britanie).